# 宋瑋達
宋瑋達（1917年—2011年），原譯名維奧拉·娜薩特茲，在中國大陸期間又名羅瑋達，南斯拉夫與希臘混血，為中華民國外交官宋選銓妻子，1953年從貴州到臺灣後，寫有反共書籍《紅刧餘生》。

## 生平

### 異國婚姻
維奧拉·娜薩特茲為1917年生於土耳其，南斯拉夫與希臘混血。
娜薩特茲在日內瓦大學讀書時，認識時任國際聯盟中國代表團祕書的宋選銓。宋選銓為貴州省郎岱縣橋樑堡人，原有一名論及婚嫁的瑞士女友，但因患肺病逝世。由於娜薩特茲與宋選銓都是天主教徒，又共讀一校，很快就成為情侶，於1937年在日內瓦結婚。
宋瑋達隨丈夫來到中國，走遍中國東南與西南省份。他們生有七名小孩，最大的為出生在貴陽，第二個出生重慶，第三個出生於郎岱，第四個生在花溪，五孩子生在南京。宋瑋達會說華語，但不太會寫漢字。後來，宋選銓談及異國婚姻時，感想是美、英等國種族觀念較重，法、西等國種族觀念較輕，當然娶以種族觀念輕的比較好些。

### 逃離貴州
1949年冬，宋選銓正任駐巴達維亞領事，而宋瑋達住在郎岱縣的公婆家。中華人民共和國建立時，宋瑋達怕公婆沒人照料，就留在當地。1950年5月，宋選銓父親與弟弟因階級身分而遭處死，不久宋選銓母親也死去，家族財產被清算。宋瑋達兩名小孩，也因營養不足死去。
在這段時間，宋瑋達名為「羅瑋達」。1953年1月，宋瑋達再度申請外國人士離境。原先當地政府以她是南斯拉夫籍，准許經苏联回南斯拉夫，被她說從西伯利亞旅費太貴，於是改批准從英屬香港離境。3月9日，母子六人獲准以外籍人士身分離開，便從從貴州乘車，經廣州到香港。4月10日早上9點，母子搭盛京輪抵達基隆港，與丈夫在二號碼頭重逢。5月17日，她出席天主教女青年會茶會，簡短說明貴州的天主教狀況。之後她又受邀演講，講述貴州的土改狀況，宣傳反共。
宋瑋達將在貴州的經歷，以法文寫成回憶錄《Caverna Diablo》。《聯合報》報社在1953年4月24、25日先徵求中文書名，收到全臺灣各地達一千三百廿六封的讀者信件。27日，報社社論委員會決定以讀者宋堅所取的「紅劫歸來」為書名，類同者為基隆市公務人員陳智信的「紅劫歸來話酸辛」。
《聯合報》在1953年4月29日開始連載宋瑋達文章，因與其他書同名而改名「紅劫餘生」。

### 外派沙烏
之後，宋瑋達隨外派的宋選銓，一同住在沙烏地阿拉伯。1961年1月31日，被迫亂倫嫁給堂伯馬步芳作七姨太的馬月蘭，逃到宋瑋達住處躲藏。3月23日，馬步芳與手下前來要人，搗毀家具。宋瑋達見狀報警，透過警察找到外交部上級，才讓馬步芳退縮，馬月蘭得以逃到臺灣。

### 終老臺灣

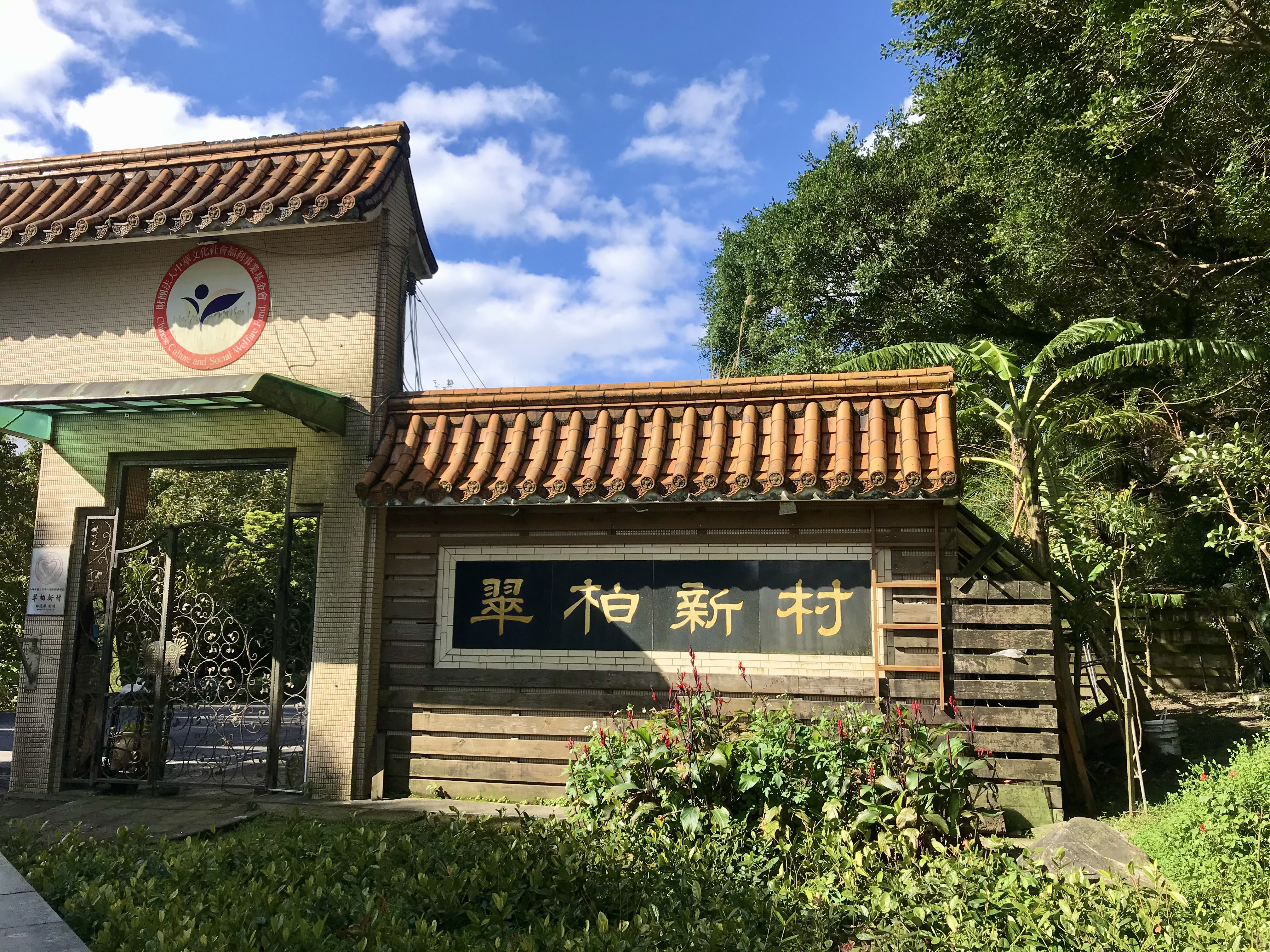
翠柏新村老人安養中心入口

宋選銓回臺灣後，先後在師範大學、世新專科、文化大學和東吳大學，擔任外語老師。1971年12月7日，中華民國各界表揚好人好事運動推行委員會公布宋瑋達、曾虛白、羅文思、瑪喜樂等為該年好人代表。
2002年左右，宋瑋達從教職退休。因丈夫已去世，子女要她到北京、舊金山等地居住，不過最後她仍選擇留在台灣。2004年報導時，87歲的她搬至汐止五指山上的翠柏新村老人安養中心，做為人生的終點。